# Daimachus exemplificatus
Daimachus exemplificatus är en insektsart som beskrevs av William Lucas Distant 1916. Daimachus exemplificatus ingår i släktet Daimachus och familjen dvärgstritar. Inga underarter finns listade i Catalogue of Life.